# 자르랍 전투
자르랍 전투는 1915년 1월 사우드 가문과 그들의 오랜 적인 라쉬드 가문과 벌인 영토분쟁이다. 이 전투는 영국의 지원을 받은 사우드와 오스만의 지원을 받은 라쉬드간의 제1차 세계 대전의 대리전이라 볼 수 있다.
이 전투는 이븐 사우드의 영국인 군사고문 캡틴 윌리엄 셰익스피어 대위의 전사에 있어서 커다란 의의를 가진다. 그로 인해, 이븐 사우드와 영국의 관계가 소원해졌고 오스만 제국에 대한 아랍 반란이 일어나게 된다.

## 참고 문헌
- Travellers in Arabia, Eid Al Yahya, Stacey International (2006). ISBN 0-9552193-1-0 (9780955219313)
- The Historical Journal, Vol. 14, No. 3 (Sep., 1971), pp. 627-633
- Arabia, H. St. John Philby, London (1930)